# Československo na Zimních olympijských hrách 1956
Československo na Zimních olympijských hrách v Cortina d'Ampezzo v roce 1956 reprezentovalo 41 sportovců, z toho 6 žen. Nejmladší účastnicí byla krasobruslařka Jindra Kramperová (15 let, 124 dní), nejstarším pak běžec na lyžích Jaroslav Cardal (36 let, 321 dní). Reprezentanti nevybojovali žádnou medaili.

## Seznam všech zúčastněných sportovců
| Číslo | Jméno              | Pohlaví | Věk | Sport                             |
| ----- | ------------------ | ------- | --- | --------------------------------- |
| 1     | Stanislav Bacílek  | Muž     | 26  | Lední hokej                       |
| 2     | Slavomír Bartoň    | Muž     | 30  | Lední hokej                       |
| 3     | Jaroslav Bogdálek  | Muž     | 26  | Alpské lyžování                   |
| 4     | Václav Bubník      | Muž     | 30  | Lední hokej                       |
| 5     | Vlastimil Bubník   | Muž     | 24  | Lední hokej                       |
| 6     | Jáchym Bulín       | Muž     | 21  | Skoky na lyžích                   |
| 7     | Jaromír Bünter     | Muž     | 25  | Lední hokej                       |
| 8     | Jaroslav Cardal    | Muž     | 36  | Běh na lyžích                     |
| 9     | Evžen Čermák       | Muž     | 23  | Alpské lyžování                   |
| 10    | Otto Cimrman       | Muž     | 30  | Lední hokej                       |
| 11    | Bronislav Danda    | Muž     | 26  | Lední hokej                       |
| 12    | Karol Divín        | Muž     | 19  | Krasobruslení                     |
| 13    | Zdeněk Doležal     | Muž     | 24  | Krasobruslení                     |
| 14    | Jaroslav Doubek    | Muž     | 24  | Rychlobruslení                    |
| 15    | Karel Gut          | Muž     | 28  | Lední hokej                       |
| 16    | Kurt Hennrich      | Muž     | 24  | Alpské lyžování                   |
| 17    | Bohumil Jauris     | Muž     | 22  | Rychlobruslení                    |
| 18    | Ján Jendek         | Muž     | 24  | Lední hokej                       |
| 19    | Jan Kasper         | Muž     | 23  | Lední hokej                       |
| 20    | Miroslav Kluc      | Muž     | 33  | Lední hokej                       |
| 21    | Vladimír Kolář     | Muž     | 28  | Rychlobruslení                    |
| 22    | Vladimír Krajňák   | Muž     | 28  | Alpské lyžování                   |
| 23    | Jindra Kramperová  | Žena    | 15  | Krasobruslení                     |
| 24    | Olga Krasilová     | Žena    | 30  | Běh na lyžích                     |
| 25    | Vítězslav Lahr     | Muž     | 26  | Severská kombinace                |
| 26    | Eva Lauermanová    | Žena    | 24  | Běh na lyžích                     |
| 27    | Ilja Matouš        | Muž     | 24  | Běh na lyžích                     |
| 28    | Vlastimil Melich   | Muž     | 27  | Běh na lyžích, Severská kombinace |
| 29    | Zdeněk Návrat      | Muž     | 24  | Lední hokej                       |
| 30    | Josef Nüsser       | Muž     | 24  | Severská kombinace                |
| 31    | Emil Okuliár       | Muž     | 24  | Běh na lyžích                     |
| 32    | Václav Pantůček    | Muž     | 21  | Lední hokej                       |
| 33    | Libuše Patočková   | Žena    | 22  | Běh na lyžích                     |
| 34    | Eva Paulusová      | Žena    | 18  | Běh na lyžích                     |
| 35    | Josef Prokeš       | Muž     | 22  | Běh na lyžích                     |
| 36    | Bohumil Prošek     | Muž     | 24  | Lední hokej                       |
| 37    | Mojmír Stuchlík    | Muž     | 25  | Skoky na lyžích                   |
| 38    | Věra Suchánková    | Žena    | 23  | Krasobruslení                     |
| 39    | František Vaněk    | Muž     | 24  | Lední hokej                       |
| 40    | Jan Vodička        | Muž     | 23  | Lední hokej                       |
| 41    | Vladimír Zábrodský | Muž     | 32  | Lední hokej                       |